# St. Christophorus (Dörnten)

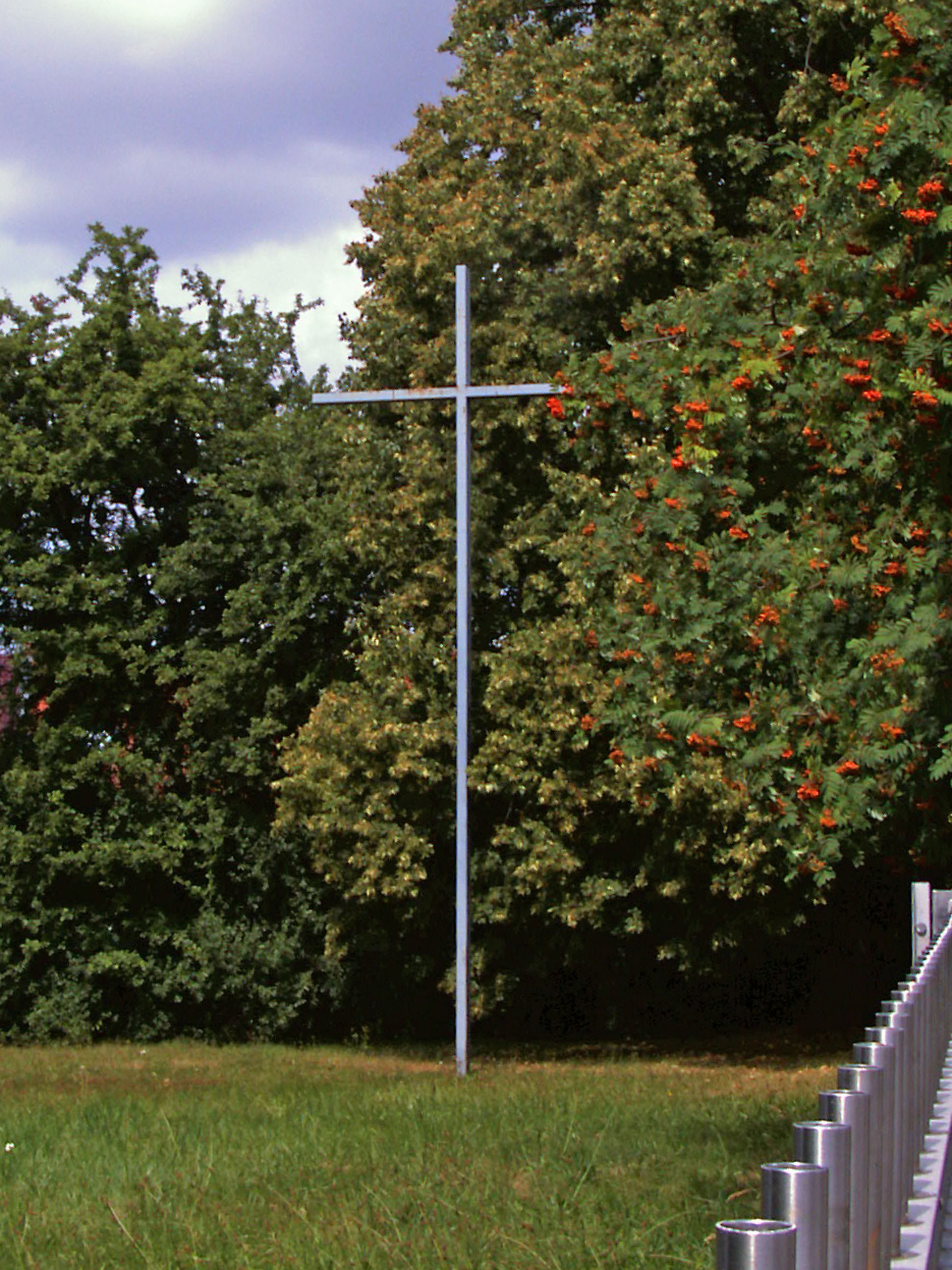
Kreuz des ehemaligen Kirchhauses an seinem heutigen Standort (2013)

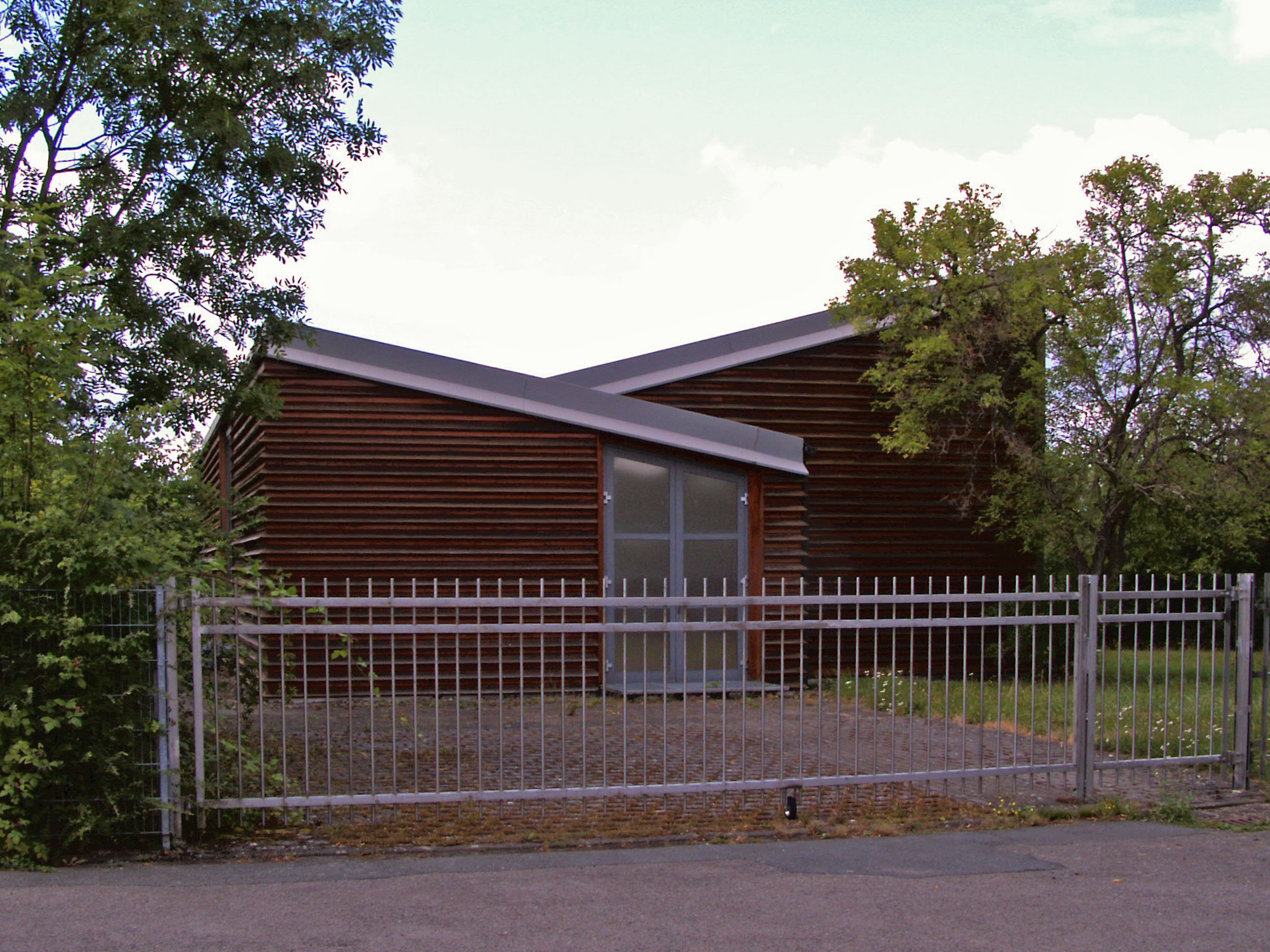
Ehemaliges Kirchhaus (2013)

St. Christophorus war die katholische Kirche in Dörnten, einem Ortsteil von Liebenburg im Landkreis Goslar in Niedersachsen. Sie gehörte zur Kirchengemeinde St. Joseph mit Sitz in Othfresen, im Dekanat Goslar des Bistums Hildesheim. Die Kirche war nach dem heiligen Christophorus benannt und befand sich in der Straße Kampseck 4. Heute ist St. Joseph im  etwa vier Kilometer entfernten Othfresen die nächstgelegene katholische Kirche.

## Geschichte
In Folge des Zweiten Weltkriegs ließen sich auch im seit der Reformation evangelischen Dörnten katholische Flüchtlinge und Heimatvertriebene nieder. Nach dem vor 1945 nur einzelne Katholiken in Dörnten lebten, war deren Anzahl Anfang 1947 bereits auf etwa 300 angestiegen. Ab dem 20. Juni 1946 fanden deshalb durch den Pfarrer aus Othfresen katholische Gottesdienste in Dörnten statt, zunächst in der evangelischen Kirche. Ab 1. Januar 1952 wurde der Saal der Gaststätte Goldener Löwe für katholische Gottesdienste gemietet und zu einer Notkapelle ausgebaut.
Am 28. September 1968 erfolgte die Benediktion der neuerbauten, in knapp 185 Meter Höhe über dem Meeresspiegel gelegenen Kirche. Es handelte sich dabei um ein Kirchhaus genanntes Mehrzweckgebäude, das neben einem Gottesdienstraum auch Gemeinderäume umfasste. Nach fast 30 Jahren der Nutzung wurde das Kirchhaus aufgegeben, da die Zahl der Katholiken in Dörnten gesunken war und Reparaturen am Gebäude erforderlich geworden waren. 1997 wurde das Gebäude an Privat verkauft, es dient heute künstlerischen Zwecken.